# Ringu 0: Birthday
Ringu 0: Birthday (リング 0: バースデイ?) es una película de terror japonesa del año 2000. Es una precuela de Ringu, ya que narra los acontecimientos sucedidos antes de la primera película. 
Dirigida por Noroi Tsuruta, esta película sólo se ha podido ver en lenguaje español en México, en la televisión de pago.
Como se recordará, en Ringu (1998) conocemos lo que sucede cuando alguien ve cierto video maldito: una niña infernal, Sadako Yamamura, se aparece, saliendo literalmente del vídeo para matar de terror a la persona que haya osado desafiar la maldición. Aquí se narra la historia el inicio y la vida de Sadako (cuando aún ella estaba en vida).

## Trama
Sadako Yamamura, una joven adolescente con un pasado tenebroso, es miembro de una compañía de teatro. Es una joven a la que nadie presta atención, y todos la ven como una chica extraña. Todo por un suceso que ocurrió en su niñez: su madre, Shizuko, ayudada por su marido, hizo creer a todos que era una especie de vidente. Durante una exposición de su poder, uno de los asistentes murió. Pero Sadako, aun niña, estaba allí, y aunque tiene olvidado parte de su pasado, recuerda de vez en cuando esos sucesos... y los demás del pueblo lo descubrirán pronto.
Sadako, en uno de los ensayos del grupo teatral, una de las actrices que intevenían en él, muere. El sitio queda vacante, y Sadako se hace cargo de él. Su interpretación, aun siendo un ensayo, deja a todos boquiabiertos. El joven encargado del sonido la mira fascinado. La espera al final del ensayo, y la felicita por su actuación. Sadako le da las gracias, pero espantada ve cómo alguien la señala tras el muchacho: es la joven actriz muerta. Todo ello pasa por los ojos de la dulce y preciosa Sadako, y lo que es peor, parecen acusarla a ella. El amor de Sadako y Toyama pronto hace mella en la pareja, ambos confiesan que se aman en secreto pero una periodista conocedora del suceso vivido por Sadako y su madre, hace acto de presencia en el pueblo, siguiendo e investigando a la joven. Esta, conocedora de que tiene un poder que no controla, y que la aterroriza, no por ello quiere dejar de ser una persona normal y vivir una vida como todas las de su edad. Enamorada, piensa que ella también podrá vivir una vida digna... pero pronto descubrirá que no todo es tan fácil, y el miedo y la ignorancia de sus paisanos harán mella en ella de la manera más terrible. Una desgracia que ni ella misma pudo haber imaginado.

## Reparto
- Yukie Nakama es Sadako Yamamura.
- Kumiko Aso es Tachihara Etsuko.
- Sei'ichi Tanabe es Toyama Hiroshi.

## Doblaje
| Personaje        | Actor/Actriz original | Actor/Actriz de doblaje |
| ---------------- | --------------------- | ----------------------- |
| Sadako Yamamura  | Yukie Nakama          | Agostina Longo          |
| Tachihara Etsuko | Kumiko Aso            | Alexandra Lozada        |
| Insertos         | N/A                   | ???                     |

## Banda sonora
La canción de los créditos finales es interpretado por la banda L'Arc~en~Ciel. Se trata de Finale, del álbum REAL.

## Cambio de director
Tras el rotundo éxito de Ringu 2, Hideo Nakata fue escogido inicialmente para dirigir su precuela Ringu 0: Bâsudei, pero rechazó la propuesta para dirigir el drama romántico Garasu no No (2000), también conocida internacionalmente como Slepping Bride. Sus razones fueron que quería desencasillarse por un tiempo del cine de terror (había realizado en 1999 los filmes Chaos y Ringu 2 de manera casi seguida) y dirigir otros proyectos fuera del género que le hizo popular (aunque volvería un tiempo después con el filme Dark Water (2002)).
Al final, el director elegido fue Noroi Tsuruta, quien le imprimió un estilo personal y único para narrar una historia que explicara los orígenes de la cinta.